# T-155 Firtina
T-155 Fırtına (Storm) is de Turkse variant van de K9 Thunder 155mm-pantserhouwitser ontwikkeld in samenwerking met Zuid-Korea en Turkije. De eerste T-155 Firtina's werden in 1999 geleverd aan de Turkse landmacht.
De T-155-houwitsers worden gebouwd in Adapazarı. Per jaar worden er 24 T-155's geproduceerd. Tussen 2001 en 2009 zijn er 150 stuks opgeleverd aan de Turkse landmacht. Aan het einde van de productie moet de Turkse landmacht 350 T-155 Firtina's in gebruik hebben. De T-155 Firtina dient ter aanvulling van andere (pantser)houwitsers die op dit moment in gebruik zijn.
In 2011 heeft Azerbeidzjan belangstelling getoond voor dit wapensysteem, en heeft vervolgens besloten om 50 stuks ervan te bestellen. Wegens Duitse embargo's op militaire voorzieningen voor Azerbeidzjan, mag de MTU motor niet doorverkocht worden aan Azerbeidzjan waardoor er naar alternatieven wordt gezocht voor de motor.
In 2016 heeft Turkije daarnaast een nieuwe order geplaatst voor 150 Firtina houwitser waardoor het totaal aantal op 500 komt.